# Якушенко, Николай Иванович
Никола́й Ива́нович Якуше́нко (1897—1971) — советский, российский театральный актёр, мастер художественного слова (чтец), педагог. Народный артист СССР (1955).

## Биография
Николай Якушенко родился 29 ноября (11 декабря) 1897 года в Калуге.
Рано остался без отца. В период учебы в 1-й Калужской гимназии репетиторствовал, пел в церковном хоре, переписывал роли для артистов, а также участвовал в спектаклях Калужского городского театра.
Учился в Коммерческом институте и, одновременно, в театральной школе Театра Соловцова в Киеве.
На театральную сцену вышел в 1918 году во 2-м театре Украинской советской республики им. В. Ленина (бывший Театр Соловцова). Затем несколько сезонов работал в Калужском городском театре (1919, 1922—1923, 1924, 1926), в полупрофессиональном коллективе — «Театре революционной сатиры» («Теревсат»), состоявшем из любителей-рабочих городских предприятий и нескольких профессиональных актёров. Какое-то время был вне сцены — работал в клубе, заведовал библиотекой, руководил «Синей блузой», кружком безбожников. В 1928 году снова был приглашен в театр. Играл на сценах театров Тулы, Омска, Новосибирска (1929), Архангельска (1933), Ярославля (1934). Один сезон, в 1934—1935 годах, работал в Московском театре имени МОСПС (ныне Театр имени Моссовета). В Москве не задержался, потому что не получал хороших ролей, зато, благодаря брату, работавшему в оперном театре, имел возможность побывать на репетициях самого К. С. Станиславского и даже однажды побеседовать с ним. Как писал сам Н. Якушенко, посещая занятия Станиславского, он получил уроки, которые стали основой всей его актёрской жизни. 
С 1935 по 1967 год — в труппе Казанского Большого драматического театра имени В. Качалова.
Работал с режиссёрами И. А. Ростовцевым (играл в нескольких его спектаклях) и А. Д. Диким (в 1943 году работал в Казанском Большом театре над постановкой спектакля «Горячее сердце» по пьесе А. Островского). 
Во время войны участвовал во фронтовых концертах. 
Выступал на эстраде как чтец.
С 1954 года преподавал в Казанской консерватории культуру речи и сценическое мастерство в оперном классе.
Член КПСС с 1952 года. Избирался депутатом Верховного Совета Татарской АССР 2—4-го и 6-го созывов.
Николай Иванович Якушенко умер 7 (или 8) февраля 1971 года в Казани. Похоронен на Арском кладбище.

### Семья
- Дочь — Виктория Николаевна Якушенко (1924—1997), актриса. Заслуженная артистка Татарской АССР.

## Звания и награды
- Народный артист Татарской АССР (1939)
- Заслуженный артист РСФСР (1940)
- Народный артист РСФСР (1950)
- Народный артист СССР (1955)[1]
- Орден Ленина (1957, в связи с декадой татарского искусства в Москве)
- Два ордена «Знак Почёта» (в т. ч. 1940[3])[4]
- Медали

## Творчество

### Роли в театре
- «Мёртвые души» по Н. Гоголю — Чичиков[1]
- «Оптимистическая трагедия» Вс. Вишневского — Сиплый
- «Нашествие» Л. Леонова — Фаюнин
- «Тартюф» Мольера — Тартюф
- «Поднятая целина» по М. Шолохову — Щукарь
- «Мулланур Вахитов» Н. Исанбета — Кабир Галимуллин
- «Ревизор» Н. Гоголя — Хлестаков
- «Царь Федор Иоаннович» А. К. Толстого — царь Фёдор
- «Лес» А. Островского — Счастливцев
- «Мещане» М. Горького — Бессеменов
- «Три сестры» А. Чехова — Чебутыкин
- «Маскарад» М. Лермонтова — Шприх
- «Любовь Яровая» К. Тренёва — Пикапов
- «На всякого мудреца довольно простоты» А. Островского — Мамаев
- «Порт-Артур» А. Степанова и И. Попова — Танака
- «Доктор философии» Б. Нушича — Живота
- «На дне» М. Горького — Лука
- «Старик» М. Горького — Старик
- «Дядя Ваня» А. Чехова — Телегин
- «Нахлебник» И. Тургенева — Кузовкин
- «В степях Украины» А. Корнейчука — дед Тарас
- «Мужество» Г. Березко — Лукин
- «Закон чести» А. Штейна — Верейский
- «На диком бреге» Б. Полевого — Литвинов
- «Банкрот» Г. Камала — Сиразетдин
- «Власть тьмы» Л. Толстого — Аким.

## Память
- В Казани, на доме, где жил Н. И. Якушенко, установлена мемориальная доска[5].
- Актёру посвящена книга «Актёр и гражданин. Статьи, воспоминания, письма». — Казань, 1979.